# Carrhotus harringtoni
Carrhotus harringtoni är en spindelart som beskrevs av Prószynski 1992. Carrhotus harringtoni ingår i släktet Carrhotus och familjen hoppspindlar. Inga underarter finns listade.